# Son contento
Son contento è un film del 1983 diretto da Maurizio Ponzi ed interpretato da Francesco Nuti.
Questo è il terzo ed ultimo film della collaborazione artistica tra Ponzi e Nuti, dopo Madonna che silenzio c'è stasera e Io, Chiara e lo Scuro.

## Trama
Francesco Giglio (Francesco Nuti), un promettente cabarettista, viene lasciato dalla compagna Paola (Barbara De Rossi), insoddisfatta di un rapporto nel quale si sente trascurata. Dopo aver cercato inutilmente di riconquistarla, Francesco entra in una crisi professionale, e a causa di una serie di performance poco brillanti, i suoi spettacoli vengono cancellati e la carriera appare compromessa. La morte di un canarino, che Francesco e Paola avevano comprato assieme, e che quest’ultima aveva lasciato all’ex compagno, rappresenta un momento di svolta: Francesco trova le forze per reagire, i suoi spettacoli riprendono lo smalto dei tempi migliori, e il pubblico ritorna ad apprezzarlo. Una sera, in compagnia del suo impresario Falcone (Carlo Giuffré), va ad una festa dove incontra casualmente Paola, e i due ritrovano la sintonia che avevano perso. La donna pensa che Francesco sia cambiato, e che finalmente lui l’abbia messa al centro della sua vita. Si tratta però di un’illusione momentanea: assistendo al nuovo spettacolo di Francesco, Paola capisce che per il compagno il rapporto di coppia serve soprattutto come fonte d’ispirazione per i suoi monologhi, e che pertanto qualsiasi donna può solo aspirare a un ruolo di comparsa nella sua vita.

## Riconoscimenti
- David di Donatello 1984
  - Miglior attore non protagonista a Carlo Giuffré
  - Candidatura per il miglior attore a Francesco Nuti